# Sachmerkmal-Liste
Eine Sachmerkmal-Liste (auch Sachmerkmal-Leiste) (SML) fasst zur vereinfachten Suche in großen Datenbeständen ähnliche Gegenstände zusammen.

## Problembeschreibung
Beispiel: In Produktionsbetrieben kann es in Systemen für die Produktionsplanung und -steuerung viele 100.000 Teile bei den Teilestammdaten geben. Wenn ein neues Teil entwickelt werden muss, ist es wichtig zu wissen, ob es ein gleiches oder ähnliches Teil bereits in der Datenbank gibt. Es ist wichtig, weil ein neues Teil, gleichgültig ob Einzelteil oder Baugruppe, entworfen, gezeichnet und im PPS-System mit Teilestamm und Stückliste angelegt werden muss. Im Falle eines Teiles, das von außen beschafft werden soll, sind beschaffungsrelevante Stammdaten zu erfassen, mögliche Lieferanten festzustellen, Angebote einzuholen, Prüfvorschriften für die Qualitätsprüfung im Wareneingang auszudenken und die Daten für eine ordnungsgemäße Lagerbestandsführung und Lagerung vorzubereiten. Im Falle eines selbst herzustellenden Teils hat die Arbeitsvorbereitung die Fertigung und die Montage vorzubereiten, es müssen Arbeitspläne mit der technologischen Festlegung der einzelnen Arbeitsschritte auf geeigneten Maschinen ausgearbeitet, Zeiten für Entlohnung und Termin- und Kapazitätsplanung ermittelt und eventuell NC-Programme programmiert werden und endlich ist das Teil oder die Baugruppe zu kalkulieren (Vorkalkulation).
Aus dieser – unvollständigen – Aufzählung aller Aufgaben, die bei Erfindung eines neuen Teils anfallen, ist ersichtlich, wie wichtig es ist, ähnliche Teile frühzeitig zu erkennen, entweder um eine Neuerfindung zu vermeiden oder, falls eine Wiederverwendung nicht möglich ist, die Arbeitsschritte, die als Folge unvermeidlich anfallen, durch Rückgriff auf und Abwandlung ähnlicher Zeichnungen, bekannte Lieferanten, ähnliche Stücklisten und Arbeitspläne usw. zu vereinfachen und zu beschleunigen.

## Definition der Sachmerkmal-Liste
Eine Sachmerkmal-Liste ist die Zusammenfassung der Sachmerkmal-Schlüssel einer Gruppe ähnlicher Gegenstände (oder Objekte). Sachmerkmal-Schlüssel beschreiben die Sachmerkmale oder Eigenschaften eines Gegenstandes. Sachmerkmale können Abmessungen, Formen, Leistungsgrößen, Werkstoffe, elektrische, physikalische und chemische Eigenschaften sein. In Deutschland sind die Sachmerkmal-Listen in der DIN 4000 definiert. Zurzeit (Stand März 2017) gibt es über 80 Teile dieser Norm für unterschiedliche Gegenstände, so beispielsweise DIN 4000-22 für Werkzeuge zum Sägen oder DIN 4000-163 für Verbindungselemente ohne Gewinde. Eine vollständige Übersicht hierzu findet man beim Beuth-Verlag.
Als eine besondere Form der Sachmerkmal-Liste kann die Beschreibung eines Produktes mit Hilfe von Merkmalen angesehen werden. Die Merkmale können untereinander entweder eine lose Beziehung haben oder miteinander einen algebraischen Verband bilden. Diese Art der Produktdefinition findet man hauptsächlich in Industriezweigen mit komplexen und variantenreichen Erzeugnissen, wie in der Kraftfahrzeugindustrie.

## Nutzen
Sachmerkmal-Listen dienen der Dokumentation von Gegenständen. Sie sollen einen schnellen Zugriff auf Teile, Baugruppen, Erzeugnisse, Zeichnungen, Maschinen, Arbeitsplätze, Arbeitspläne eines Unternehmens ermöglichen. Generell sind Anwendungsgebiete alle Bereiche eines Unternehmens, das sind Forschung, Konstruktion und Entwicklung, Einkauf, Verkauf, Ersatzteilwesen, Materialwirtschaft, Arbeitsvorbereitung und Fertigungssteuerung Nutznießer von sorgfältig ausgearbeiteten Sachmerkmal-Listen. Beispielsweise wird durch Sachmerkmal-Listen die Mehrfachverwendung von Teilen in der Konstruktion unterstützt. Bei der Produktionsplanung dienen sie zur Generierung von Stücklisten und Arbeitsplänen.
Verfahren zur Erfassung, Pflege und Suche von Sachmerkmal-Listen nach DIN 4000 sind integraler Bestandteil aller gängigen PPS-Systeme.

## Beispiel
Eine Sachmerkmal-Liste besteht aus Kopfzeile, Kennbuchstaben für die einzelnen Merkmale, eine Benennungszeile für die Merkmale, einem Referenzhinweis und der Angabe der jeweiligen Einheit.

Beispiel einer Sachmerkmal-Liste